# Craugastor opimus
Craugastor opimus es una especie de anfibio anuro de la familia Craugastoridae.

## Distribución geográfica
Esta especie habita desde el nivel del mar a 1040 m de altitud en Panamá y Colombia en los departamentos de Chocó, Valle del Cauca y al oeste de Antioquia.

## Descripción
La hembra adulta mide 69 mm.

## Publicación original
- Savage & Myers, 2002 Frogs of the Eleutherodactylus biporcatus group (Leptodactylidae) of Central America and northern South America, including rediscovered, resurrected, and new taxa. American Museum Novitates, n.º 3357, p. 1-48[5]